# Napierville (ancienne circonscription fédérale)
Pour les articles homonymes, voir Napierville (homonymie).
 (février 2015).
Si vous disposez d'ouvrages ou d'articles de référence ou si vous connaissez des sites web de qualité traitant du thème abordé ici, merci de compléter l'article en donnant les références utiles à sa vérifiabilité et en les liant à la section « Notes et références ».
Napierville fut une circonscription électorale fédérale située en Montérégie dans le sud du Québec, représentée de 1867 à 1892.
C'est l'Acte de l'Amérique du Nord britannique de 1867 qui créa ce qui fut appelé le district électoral d'Iberville. Abolie en 1892, elle fut fusionnée à la circonscription de Laprairie—Napierville.

## Géographie
En 1867, la circonscription de Napierville comprenait:
- Les paroisses de Saint-Patrice-de-Sherrington, Saint-Cyprien, Saint-Édouard, Saint-Michel-Archange et Saint-Rémi

## Députés
1. 1867-1872 — Sixte Coupal dit la Reine, Libéral
2. 1872-1874 — Antoine-Aimé Dorion, Libéral
3. 1874-1882 — Sixte Coupal dit la Reine, Libéral
4. 1882-1887 — Médéric Catudal, Libéral
5. 1887-1890 — Louis Sainte-Marie, Libéral
6. 1890¹-1891 — François-Xavier Paradis, Conservateur
7. 1891-1896 — Dominique Monet, Libéral

- ¹ = Élection partielle